# Ellerau
Ellerau é um município da Alemanha localizado no distrito de Segeberg, estado de Schleswig-Holstein.